# 高校生首切り殺人事件
高校生首切り殺人事件（こうこうせいくびきりさつじんじけん）は、1969年（昭和44年）4月23日、神奈川県で発生した殺人事件。

## 事件の概要
サレジオ高等学校に通っていた男子生徒Aは、男子生徒Bと一緒に山へ行き、2日前に盗んだ登山ナイフを見せたが、Bはナイフに驚かず「お前の顔は豚に似ているな」と言った。その後、Aは今までに受けたいじめを思い出して憎らしさが込み上げ、Bをナイフで刺した。Bが倒れた後、仕返しを恐れたAは無我夢中でBの首を切断した。
Aは自分のやったことが怖くなって、自身の左肩をナイフで二回切って襲われたかのように偽装し、凶器のナイフは現場近くの土の中に埋めて隠した。そして車で通りかかった人に、3人の不良に襲われて友達が殺されたと嘘をついた。二日後の4月25日にAは警察署で取り調べを受けたが、巡査部長らに「これまでの供述は矛盾だらけだ。本当のことを言いなさい。」と言われ、午後6時15分にBの殺害を自供した。
Aは初等少年院を出所したのち、進学して大学院を修了し弁護士となった（なお、事件発覚後に養子縁組という手法で氏が変更している）。一方、被害者遺族は精神を病み家庭崩壊寸前の状態に陥っていた。Aの父親は、Bの遺族に対し和解金計720万円を毎月2万円ずつ支払うとの示談書を交わしていたが、40万円ほどを払って以降は支払いを滞らせ、1998年に死亡した際には680万円が未払いのままであった。
2006年、事件を取材した奥野修司は著書『心にナイフをしのばせて』を出版し、ノンフィクションとしては異例の8万部を超える売上となった。一方、Aは個人情報がインターネット上で流出するなどの被害を受けた。Aは同年10月に遺族へ謝罪の手紙を送り、残された和解金を支払う意思があることを伝えている。手紙には、遺族に面会して直接詫びたい旨が書かれていたという。
しかし、その後Aは弁護士を廃業し、Aからの連絡は途絶えた。

## 『心にナイフをしのばせて』への批判
少年犯罪データベース主宰の管賀江留郎は奥野の著書について、少年に対するいじめが存在しなかったかのように記述するなど精神鑑定書の引用方法が恣意的かつ悪質であり「鑑定書の一部だけを引用することによって少年を怪物に見せようとする意図があるのではないか」とした上で「一方の側に立って精神鑑定書の都合のいいところだけを出すようなやり方で」刑期を終えて以降罪を犯していない個人を糾弾すべきではないと批判している。